# Jennifer Leibovici
Jennifer Leibovici Caro (Bogotá, 15 de marzo de 1981) es una actriz y productora de teatro y televisión colombiana, activa en las artes dramáticas colombianas desde mediados de la década de 1990.

## Filmografía

### Televisión
- Enfermeras (2021) — Dra. Silvia Aldana[3]
- Las muñecas de la mafia 2 (2019)
- Un sueño llamado salsa (2014) — Laura Ortiz
- El estilista  (2013) — Natalia Beltran
- Historias clasificadas (2012) — Lorena, Ep: grito de independencia[4]
- Confidencial (2011)
- A corazón abierto (2011)
- Los canarios (2011)
- Kdabra (2009-2012) — Ana Jovem
- Gabriela, giros del destino (2009)[5] — Yurani Cotes
- Infieles anonimos (2008) — Lucila
- Sin retorno (2007)
- Zona rosa (2006) — Dulce
- Decisiones (2005) — Un Episodio
- Regreso a La Esperanza (2003)
- Padres e hijos (2001-2004) — Juana María 'Juanita' Ibañez
- Francisco el matemático (2001-2002) — Sonia Patiño
- A donde va Soledad (2000) — Adriana Hoyos